# Por mis pistolas (película de 1938)
Por mis pistolas es una película de comedia dramática mexicana de 1938 dirigida, coescrita y coproducida por José Bohr y protagonizada por Sara García.

## Reparto
- Sara García
- Fernando Soler
- Domingo Soler
- Carmelita Bohr
- Julián Soler
- Guillermo Cantú Robert
- Georgette Somohano
- Ángel T. Sala
- Narciso Busquets
- Pepita González
- Ernesto Finance
- Aurora Walker
- María Porras
- Eusebio Pirrín
- Paco Martínez
- Pepe Martínez